# Psi Cygni
Psi Cygni (24 Cygni) é uma estrela múltipla na direção da constelação de Cygnus. Possui uma ascensão reta de 19h 55m 37.82s e uma declinação de +52° 26′ 20.5″. Sua magnitude aparente é igual a 4.91. Considerando sua distância de 288 anos-luz em relação à Terra, sua magnitude absoluta é igual a 0.18. Pertence à classe espectral A4Vn.